# Бунковце
Бунковце (словац. Bunkovce) — село в Словаччині в районі Собранці Кошицького краю. Село розташоване на висоті 106 м над рівнем моря. Населення — 335 чол. Вперше згадується в 1358 році. В селі є церква, футбольне поле, корчма.
1480 вказується як «castello Bwkocz», тобто костьол, 1497 та 1520 років згадується як "castro Bwkowcz, " тобто населений пункт. 1869 року в селі проживало 298 людей, 1879-го — 312. По даних на 1890 рік кількість проживаючих знизилася до 290, 1900-го проживало 360 осіб.

## Населення
| Рік:            | 1994. | 2004.    | 2014.    | 2024.   |
| --------------- | ----- | -------- | -------- | ------- |
| Кількість осіб: | 272   | 333      | 383      | 384     |
| Різниця:        |       | +22,42 % | +15,01 % | +0,26 % |

| Рік:            | 2023. | 2024.   |
| --------------- | ----- | ------- |
| Кількість осіб: | 387   | 384     |
| Різниця:        |       | -0,77 % |

## Пам'ятки
У селі є греко-католицька церква Успіння Пресвятої Богородиці з 20 століття в стилі необароко.